# Antoine Brizard

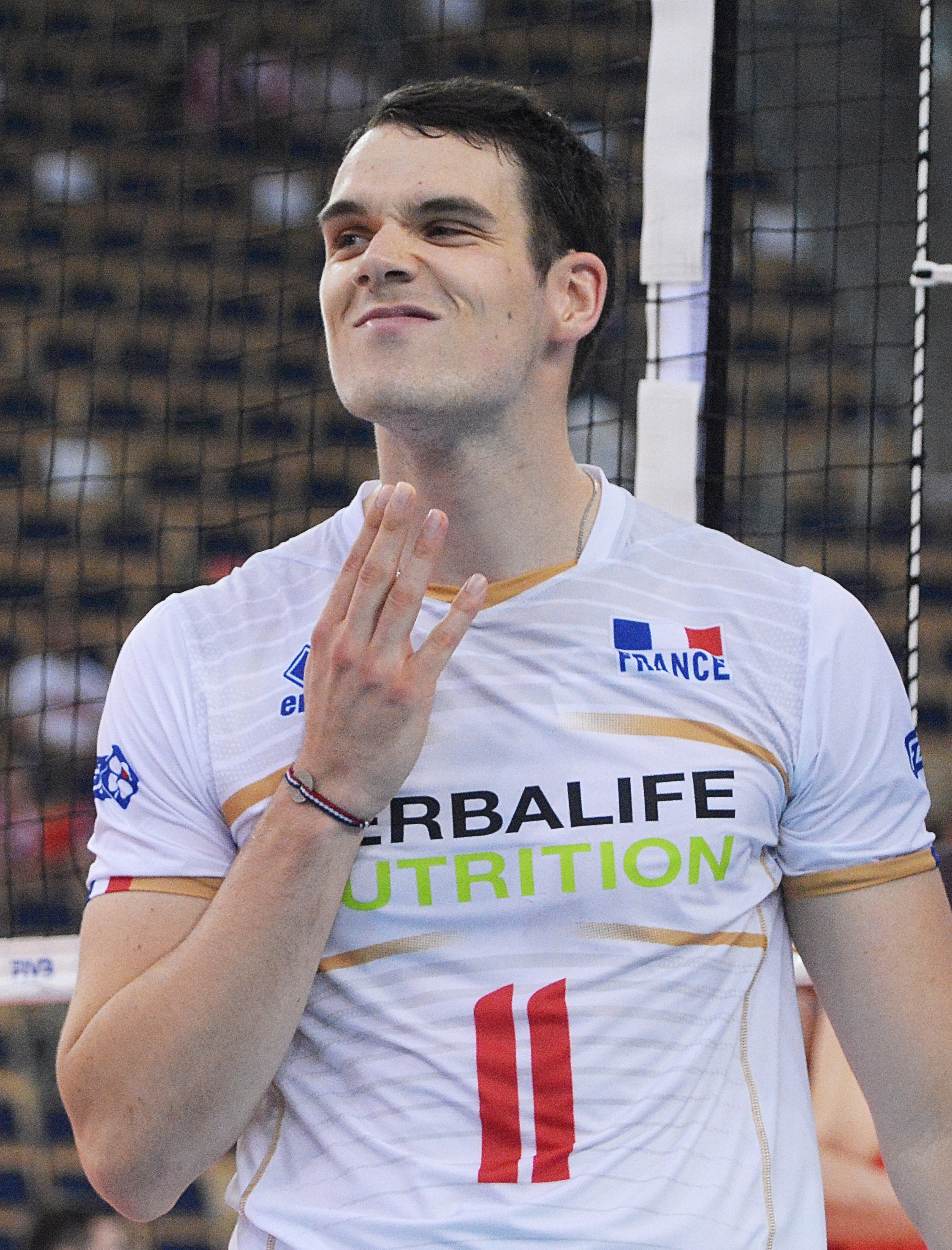
Antoine Brizard reprezentantem Francji w Lidze Narodów 2018

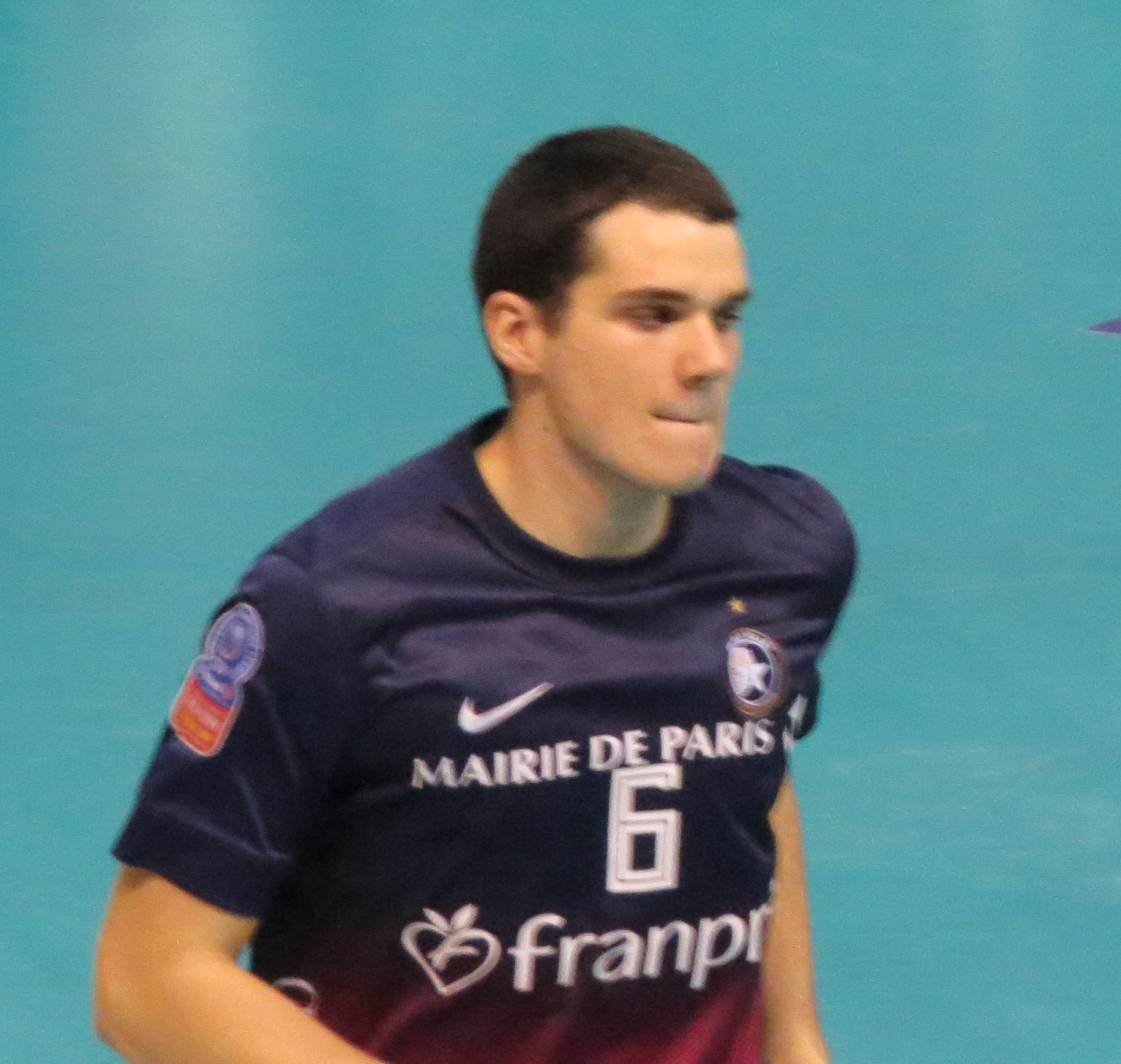
Antoine Brizard zawodnikiem Paris Volley w sezonie 2013/2014

Antoine Arthur Fabien Brizard (ur. 22 maja 1994 w Poitiers) – francuski siatkarz, grający na pozycji rozgrywającego, reprezentant Francji. 
Zaczął grać w siatkówkę w Poitiers, kiedy miał 7 lat. Wraz z rodzicami chodził na mecze lokalnej drużyny Stade Poitevin. Jego wielkimi idolami są tenisista Roger Federer i szczypiornista Nikola Karabatić. 

## Przebieg kariery
| Kariera juniorska | Kariera juniorska            | Kariera juniorska | Kariera juniorska | Kariera juniorska | Kariera juniorska | Kariera juniorska | Kariera juniorska | Kariera juniorska | Kariera juniorska | Kariera juniorska |
| ----------------- | ---------------------------- | ----------------- | ----------------- | ----------------- | ----------------- | ----------------- | ----------------- | ----------------- | ----------------- | ----------------- |
| Lata              | Klub                         |                   |                   |                   |                   |                   |                   |                   |                   |                   |
|                   | CREPS Bordeaux               |                   |                   |                   |                   |                   |                   |                   |                   |                   |
|                   | Stade Poitevin               |                   |                   |                   |                   |                   |                   |                   |                   |                   |
| Kariera seniorska |                              |                   |                   |                   |                   |                   |                   |                   |                   |                   |
| Lata              | Klub                         |                   |                   |                   |                   |                   |                   |                   |                   |                   |
| 2012–2015         | Paris Volley                 |                   |                   |                   |                   |                   |                   |                   |                   |                   |
| 2015–2017         | Spacer's de Toulouse         |                   |                   |                   |                   |                   |                   |                   |                   |                   |
| 2017–2020         | Onico Warszawa               |                   |                   |                   |                   |                   |                   |                   |                   |                   |
| 2020–2021         | Zenit Petersburg             |                   |                   |                   |                   |                   |                   |                   |                   |                   |
| 2021–             | Gas Sales Bluenergy Piacenza |                   |                   |                   |                   |                   |                   |                   |                   |                   |

## Sukcesy klubowe
Liga francuska:
- 2013, 2014, 2015, 2017

Superpuchar Francji:
- 2013

Puchar CEV:
- 2014
- 2021

Liga polska:
- 2019

Liga rosyjska:
- 2021

Puchar Włoch:
- 2023[3]

Liga włoska:
- 2023[4]

## Sukcesy reprezentacyjne
Mistrzostwa Europy Kadetów:
- 2011[5]

Liga Światowa:
- 2017

Liga Narodów:
- 2022[6], 2024[7]
- 2018
- 2021

Igrzyska Olimpijskie:
- 2020, 2024[8]

## Nagrody indywidualne
- 2011: Najlepszy rozgrywający Mistrzostw Świata Kadetów
- 2024: MVP i najlepszy rozgrywający Ligi Narodów[9]
- 2024: Najlepszy rozgrywający Igrzysk Olimpijskich w Paryżu[10]

## Odznaczenia
- Chevalier Orderu Legii Honorowej – 2021[11]
- Officier Orderu Narodowego Zasługi – 2024[12]